# Joseph Johann von Littrow
Joseph Johann von Littrow, född 13 mars 1781 i Bischofteinitz, Böhmen, död 30 november 1840 i Wien, var en österrikisk astronom. Han var far till Karl Ludwig von Littrow.
Littrow studerade i Prag, blev 1807 professor i astronomi i Kraków, 1810 direktor för observatoriet i Kazan, 1816 meddirektor för observatoriet i Buda samt 1819, efter Franz de Paula Triesneckers död, professor i astronomi och föreståndare för observatoriet i Wien. År 1836 upphöjdes han i österrikiskt adelsstånd. 
Mer än som praktisk astronom var Littrow framstående som astronomisk skriftställare och lärare. Hans verksamhet i detta avseende var epokgörande. Bland hans många skrifter kan nämnas hans länge för varje fackman oumbärliga handbok, Theoretische und praktische Astronomie (tre band, 1821-27) samt hans Die Wunder des Himmels (1834-36; "Himmelens under", 1839-41), en populär astronomi, som vann den största spridning.